# This Is Me (álbum de Emily Remler)
This is me es el séptimo álbum de estudio de la guitarrista de jazz Emily Remler. Ésta fue su primera incursión en el jazz-pop eléctrico y su última grabación, poco antes de su muerte. Contó con una producción ambiciosa en la cual participaron hasta 14 músicos en los 11 temas de este trabajo, todos originales de Remler.

## Recepción y críticas
Para Alex Henderson de Allmusic, aquí la guitarrista incorpora elementos del pop y del rock manteniendo constante la naturaleza cálida y lírica de su forma de tocar.¨Aunque se mantienen en ella las influencias de Wes Montgomery y Herb Ellis, en algunos de los temas se acerca más al estilo de Pat Metheny ".
En su reseña en "Los Angeles Times" el músico y crítico de jazz Leonard Feather definió este álbum como una colección de temas de fusión, latinos y brasileños y se cuestionaba "cuánto de éstos habían sido moldeados por los arreglistas y colaboradores como David Benoit, Russ Freeman y otros o si Emily Remler realmente sabía que estaba en su mejor momento musical".

## Lista de temas
Todos los temas compuestos por Emily Remler
| n.º | Título                     | Duración |
| --- | -------------------------- | -------- |
| 1.  | " Deep In A Trance"        | 5:24     |
| 2.  | " Majestic Dance"          | 4:49     |
| 3.  | "E Samba"                  | 6:15     |
| 4.  | "Love Colors"              | 4:50     |
| 5.  | "Dark Passage"             | 4:46     |
| 6.  | "You Know What I'm Saying" | 4:51     |
| 7.  | "Song For Maggie"          | 5:37     |
| 8.  | "Around The Bend"          | 5:11     |
| 9.  | "Carenia"                  | 6:18     |
| 10. | "Simplicidade"             | 4:53     |
| 11. | "Second Childhood"         | 3:24     |

## Créditos
- Emily Remler – guitarra eléctrica (temas: 1-9, 11), sintetizador de guitarra (tema 10)
- Romero Lubambo – guitarra acústica (temas 9, 10)
- David Benoit  – teclados (temas 1, 4)
- Aydin Esen – teclados, piano (tema 5)
- Bill O'Conell – piano (pistas 2, 3, 7, 9, 10)
- Jay Ashby – trombón (pistas 3, 5, 7, 9, 10), percusión (tema 2)
- Jimmy Johnson – bajo (temas 1, 4)
- Lincoln Goines – bajo (temas 2, 3, 5, 7, 9, 10)
- Jeff Porcaro – batería (temas 1, 4)
- Daduka Fonseca – batería (temas 9, 10)
- Ricky Sebastian – batería (temas 2, 3, 5, 7)
- Jeffrey Weber – percusión (temas 1, 4)
- Luis Conte – percusión (temas 1, 4, 6, 8, 11)
- Edson Aparecido da Silva ("Café") – percusión (temas 2, 3, 9, 10)
- Maúcha Adnet – vocalista (tema 10)